# پیزر دورنگ
پیزر دورنگ (نام علمی: Scirpus bicolor) نام یک گونه از سرده تزک است.